# Duinlangbaardgras
Duinlangbaardgras (Vulpia ciliata subsp. ambigua, synoniemen: Vulpia ambigua, Festuca ambigua) is een eenjarige plant, die behoort tot de Grassenfamilie (Poaceae). De ondersoort komt van nature voor in Zuidwest-Azië, Noord-Afrika en Zuid-Europa. Duinlangbaardgras staat op de Nederlandse Rode lijst van planten als een soort die in Nederland zeldzaam en stabiel of toegenomen is. Het aantal chromosomen is 2n = 28.
Duinlangbaardgras onderscheidt zich van gewimperd langbaardgras doordat de aartjes 5-7 mm lang zijn en die van gewimperd langbaardgras 7-10 mm. Het onderste kroonkafje van de onderste bloem van duinlangbaardgras is 4-5 mm lang en kaal en die van gewimperd langbaardgras 5-6 mm lang en meer of minder dicht gewimperd.
De plant wordt 5-30 cm hoog. De stengel heeft één of twee knopen. Het blad is 1-10 cm lang en 0,4-2 mm breed. Het tongetje is gefranjerd.
De plant bloeit in mei en juni met een smalle, rechtopstaande, vaak paarsaangelopen pluim, die meestal 5-10 cm lang is. De onderste tak van de pluim is meestal vele malen korter dan de pluim. De pluimsteel wordt aan de voet omsloten door de bovenste bladschede of steekt daar iets boven uit. Het aartje is, de kafnaalden niet meegerekend, 5-7 mm lang. De langwerpige of omgekeerd driehoekige aartjes hebben één tot zeven bloemen, waarvan de onderste een of twee fertiel zijn, de overige zijn steriel. Het bovenste, ongenaalde, meestal éénnervige kelkkafje is vier keer zo lang als het onderste. Het onderste kelkkafje is 0,2-1 mm lang. Het onderste, kale kroonkafje van de onderste bloem is 4-5 mm lang. De bloem heeft meestal een meeldraad.
De vrucht is een 4,5 mm lange en 0,5 mm brede graanvrucht.

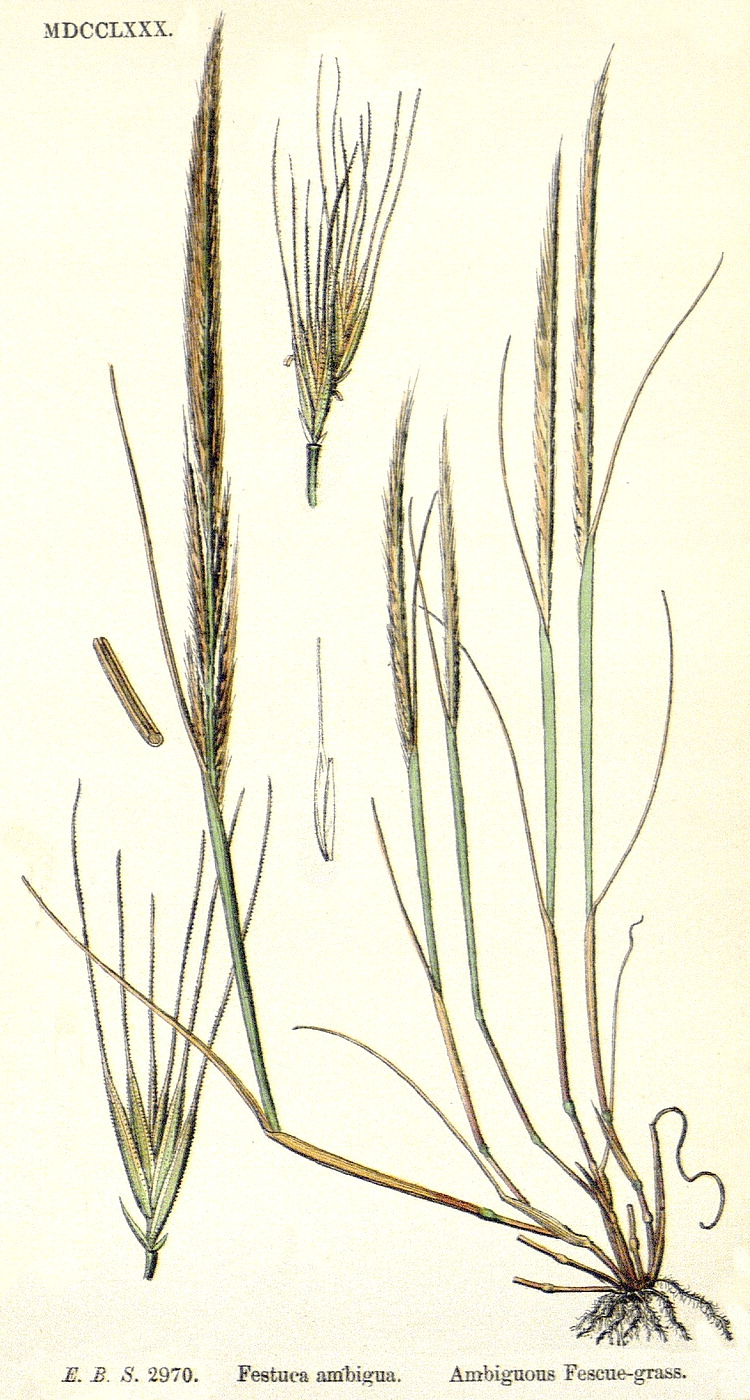
English Botany
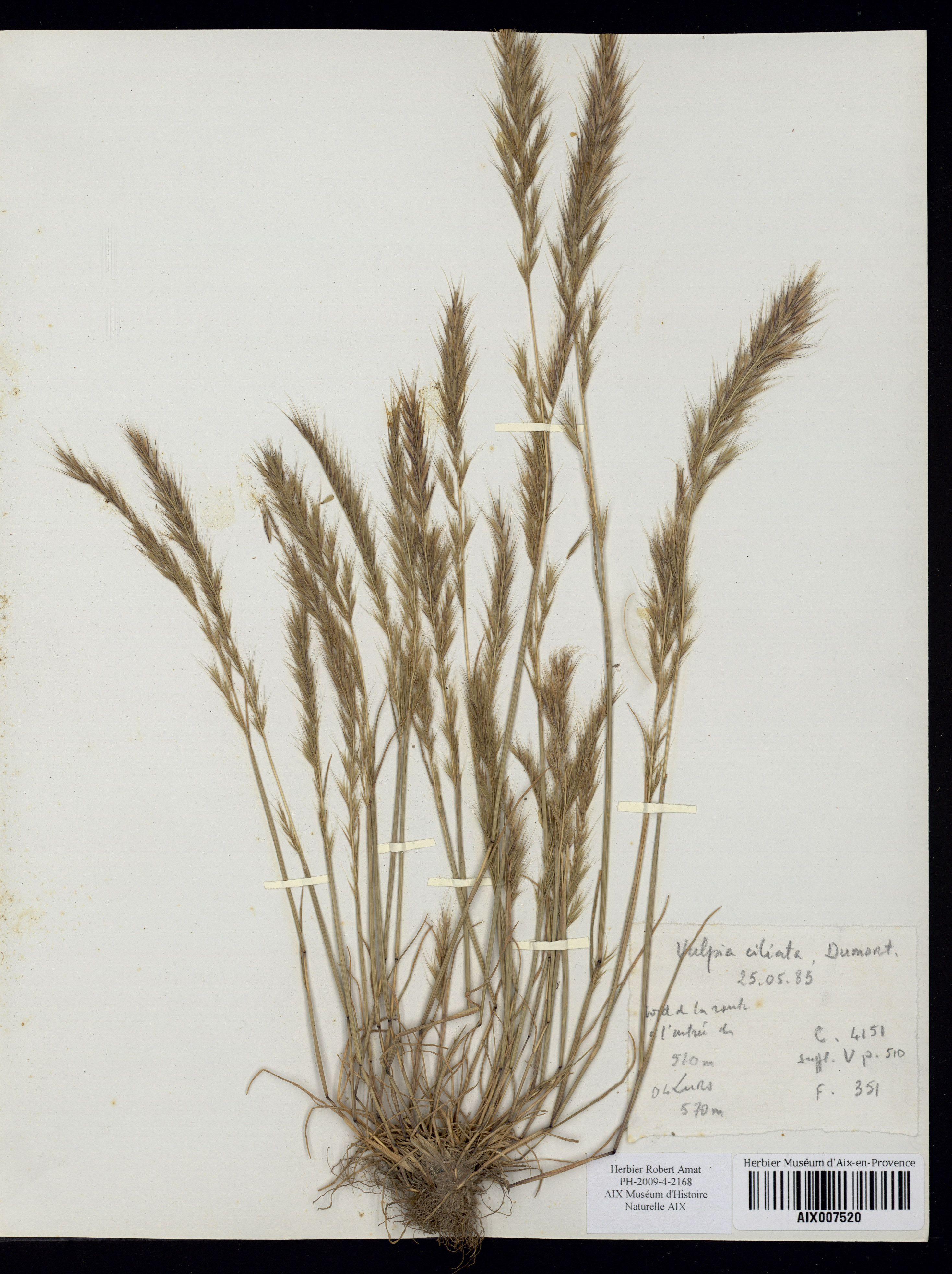
Herbarium
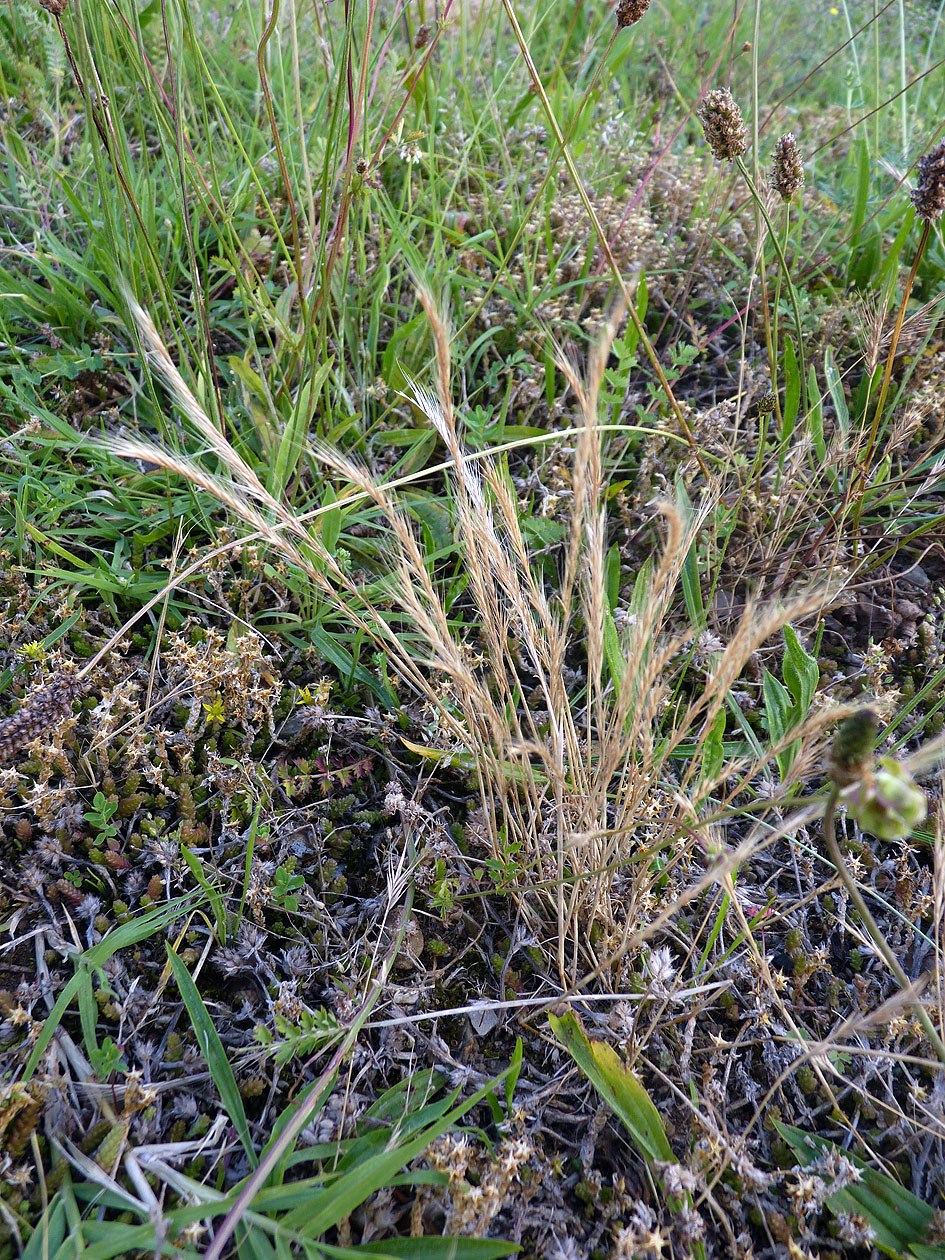
Plant
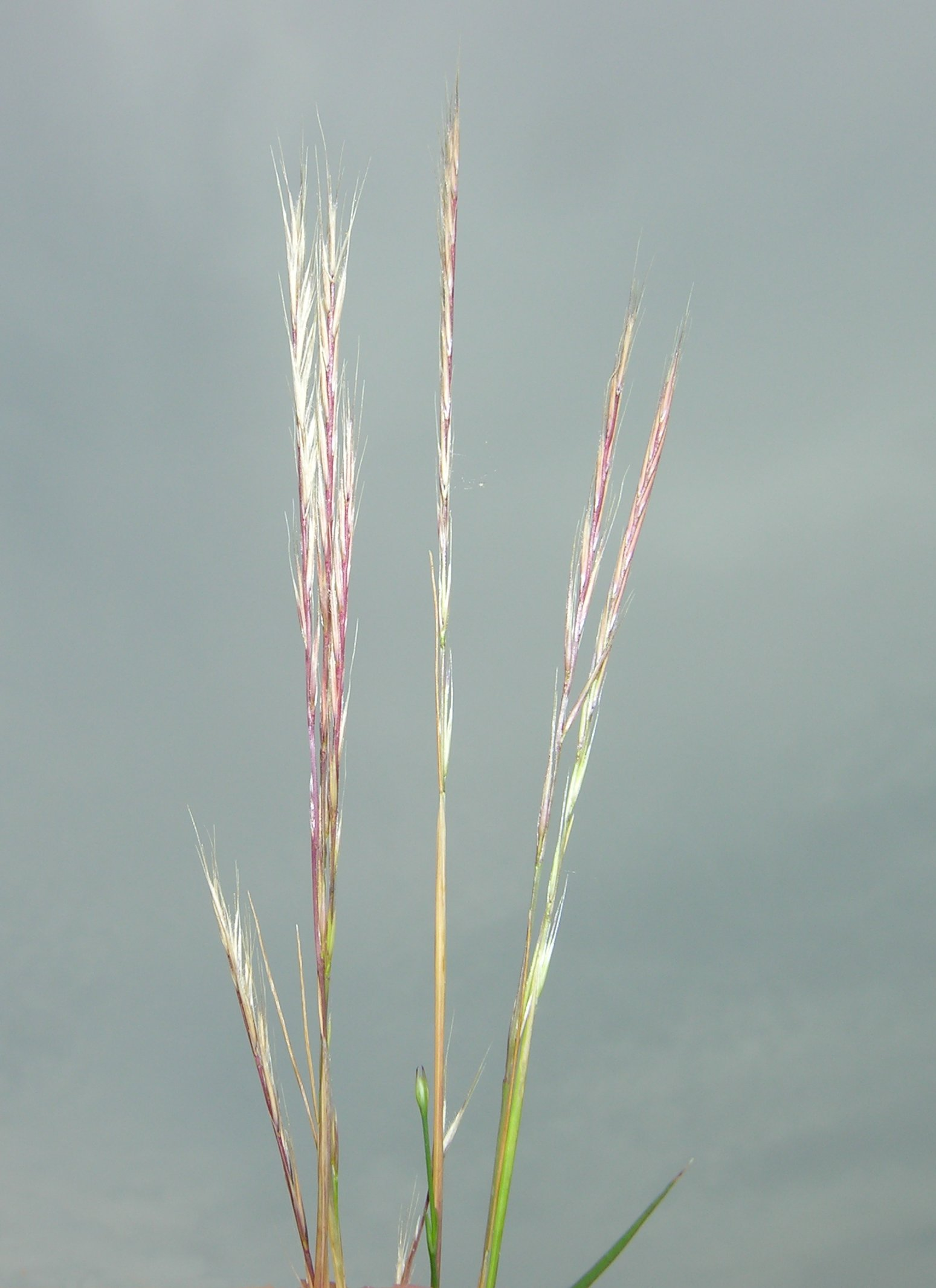
Pluim

## Ecologie en verspreiding
Duinlangbaardgras is te vinden op zonnige en open, warme en droge, matig voedselarme tot matig voedselrijke, neutrale, al of niet betreden zandgrond en ruderale plaatsen. De eenjarige plant groeit voornamelijk in de zeeduinen (vaak op enigszins ruderale plekken), in droge neutrale graslanden en verder op opgespoten zand. De soort is inheems in Zuidwest-Azië, Noord-Afrika en Zuid-Europa en het verspreidingsgebied verkeert in een uitbreidingsproces en reikt momenteel noordelijk tot aan de kusten van Zuid-Engeland, Noordwest-Frankrijk, België en Nederland. De soort is zeer zeldzaam in Zeeland en de Zuid-Hollandse eilanden en het zuidelijke deel van deze provincie, langs de kust van het IJsselmeer, in de Noord-Hollandse duinen ten noorden van het Noord-Zeekanaal en in het Waddengebied. Duinlangbaardgras wijkt af van de overige langbaardgrassen door de grote lengteverschillen tussen de kelkkafjes, de rechtopstaande, kleinere bloeiwijze en verschilt van gewimperd langbaardgras door de kleinere aartjes en lemma’s die doorgaans kaal zijn.